# Bockstadt-Herbartswind
Bockstadt-Herbartswind ist ein Ortsteil der Stadt Eisfeld im thüringischen Landkreis Hildburghausen.

## Geographie
Die südliche Grenze des Ortsteils entspricht der Landesgrenze zu Bayern.

### Ortsgliederung
Bockstadt-Herbartswind setzt sich aus den Orten Bockstadt und Herbartswind zusammen.

## Geschichte
Der Ortsteil besteht seit dem 31. Dezember 2013, weil sich die Gemeinde Bockstadt in die Stadt Eisfeld eingemeinden ließ. Er hat gemäß der Thüringer Kommunalwahlordnung eine Ortsteilverfassung, einen Ortsteilbürgermeister und einen Ortsteilrat, der neben dem Ortsteilbürgermeister vier weitere Mitglieder hat.